# Forbidden Planet (cadena minorista)
Forbidden Planet es el nombre comercial de tres empresas independientes con librerías minoristas y en línea que venden productos de ciencia ficción, fantasía y cultura popular. La tienda original se abrió en Londres en 1978 y lleva el nombre de la película de 1956 del mismo nombre.
Las tiendas de Forbidden Planet Limited son una división de la empresa de entretenimiento británica Titan Entertainment. Especializadas en productos de cine y televisión, las tiendas venden cómics, novelas gráficas, fantasía y terror, manga, DVD, videojuegos y una amplia variedad de juguetes, ropa y otros productos coleccionables.

## Historia

### Fundación

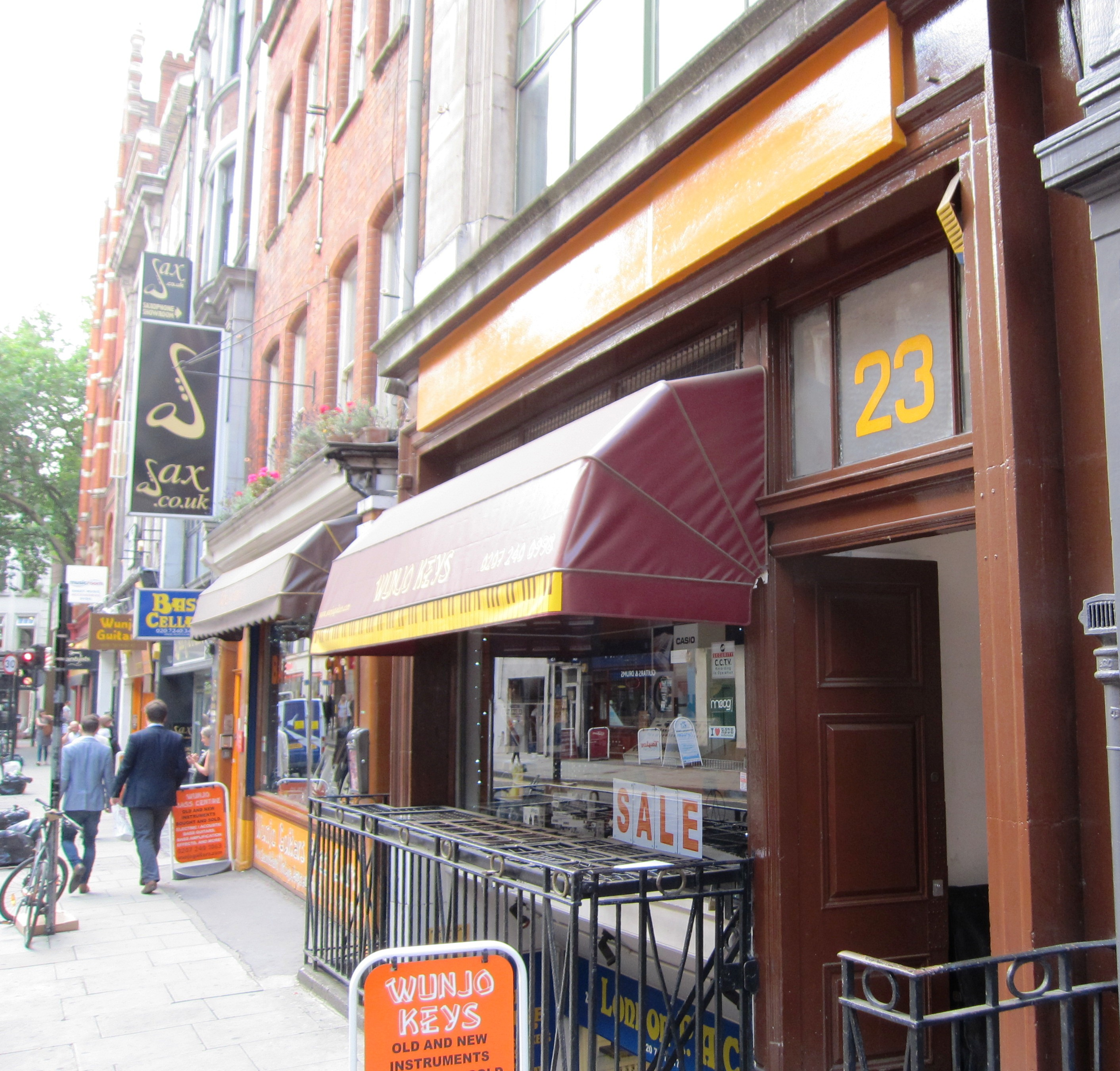
La ubicación de la tienda original en el número 23 de Denmark Street, en el centro de Londres.

Forbidden Planet London era la tercera tienda de cómics más importante de la ciudad, y finalmente reemplazó a la que había sido la tienda líder, Dark They Were and Golden-Eyed de Derek Stokes, que había comenzado en 1969 y venía después de Weird de Frank y Joan Dobson.  Gran parte del crecimiento de FP se produjo después de la desaparición de Dark They Were y Golden-Eyed, que cerraron en 1981. Mike Lake, Nick Landau y Mike Luckman fundaron Forbidden Planet junto con Titan Distributors (Titan surgió de Comic Media Distributors).

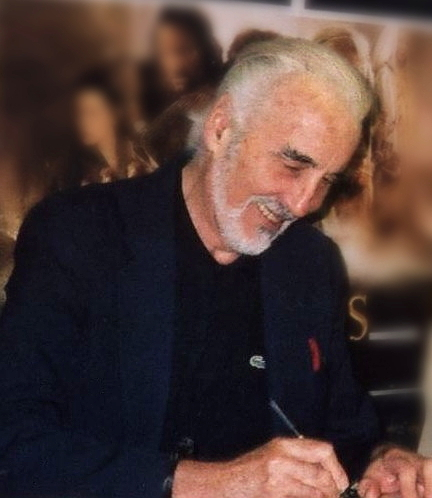
Christopher Lee firmando The Two Towers en Forbidden Planet, New Oxford Street

El primer Forbidden Planet nació en 1978 como una pequeña tienda en Denmark Street. Los visitantes de la tienda incluyeron a Neil Gaiman, Alan Moore y Douglas Adams. Cuando Adams intentó asistir a la firma del primer libro Guía del autoestopista galáctico en 1979, la cola para llegar a la tienda era tan larga que Adams pensó que se estaba llevando a cabo una manifestación en otro lugar. A medida que el alcance de la tienda se expandió más allá de los cómics para abarcar el cine y la televisión, se abrió una segunda tienda a la vuelta de la esquina en St Giles High Street. El éxito de la tienda provocó una superpoblación, lo que obligó a trasladarla a un local mucho más grande en New Oxford Street.
Los socios originales, además de mejorar su tienda de Londres, se unieron a James Hamilton y Kenny Penman (hoy principales accionistas de Forbidden Planet International junto a Andrew Oddie, Richard Boxall y Colin Campbell) para abrir otras tiendas. Penman y Hamilton eran propietarios de una de las tiendas de cómics y ciencia ficción más antiguas del Reino Unido, Science Fiction Bookshop, en Edimburgo, que abrió sus puertas alrededor de 1975.
La primera tienda en Nueva York abrió a principios de los años 80. Originalmente estaba ubicado en 56 East 12th Street y Broadway en Greenwich Village. La tienda tenía una de las selecciones más extensas del mundo de libros de bolsillo impresos de ciencia ficción y fantasía, principalmente de las principales editoriales de género como Ballantine, Del Rey, Ace, etc., pero también algunos materiales de prensa pequeños. También había revistas de prensa grandes y pequeñas, algunas de tapa dura, juguetes y productos relacionados, y cómics. Ocasionalmente tuvieron apariciones en firmas de libros de autores famosos como Douglas Adams. La ubicación frente a la librería Strand y a menos de una milla de The Science Fiction Shop de Baird Searles convirtió el área en una meca para los fanáticos del género.
A mediados de la década de 1980 se abrió una tienda adicional en Nueva York en 227 East 59th Street en Lenox Hill, con una selección más pequeña. El aumento de los alquileres provocó su cierre en la década de 1990. En la década de 1990, la tienda principal de Nueva York se mudó al otro lado de la calle a un espacio significativamente más pequeño en 840 Broadway y East 13th Street, y el foco se convirtió en libros de historietas y novelas gráficas, con una selección muy reducida de ficción tradicional.

### Expansión
En 1992/1993, la cadena original se dividió en dos empresas, llamadas Forbidden Planet y Forbidden Planet Scotland (más tarde rebautizada como Forbidden Planet International). Forbidden Planet International creció más allá de Escocia para incluir tiendas en Midlands, Gales, Irlanda del Norte, Irlanda y propiedad mayoritaria de dos tiendas en Nueva York.

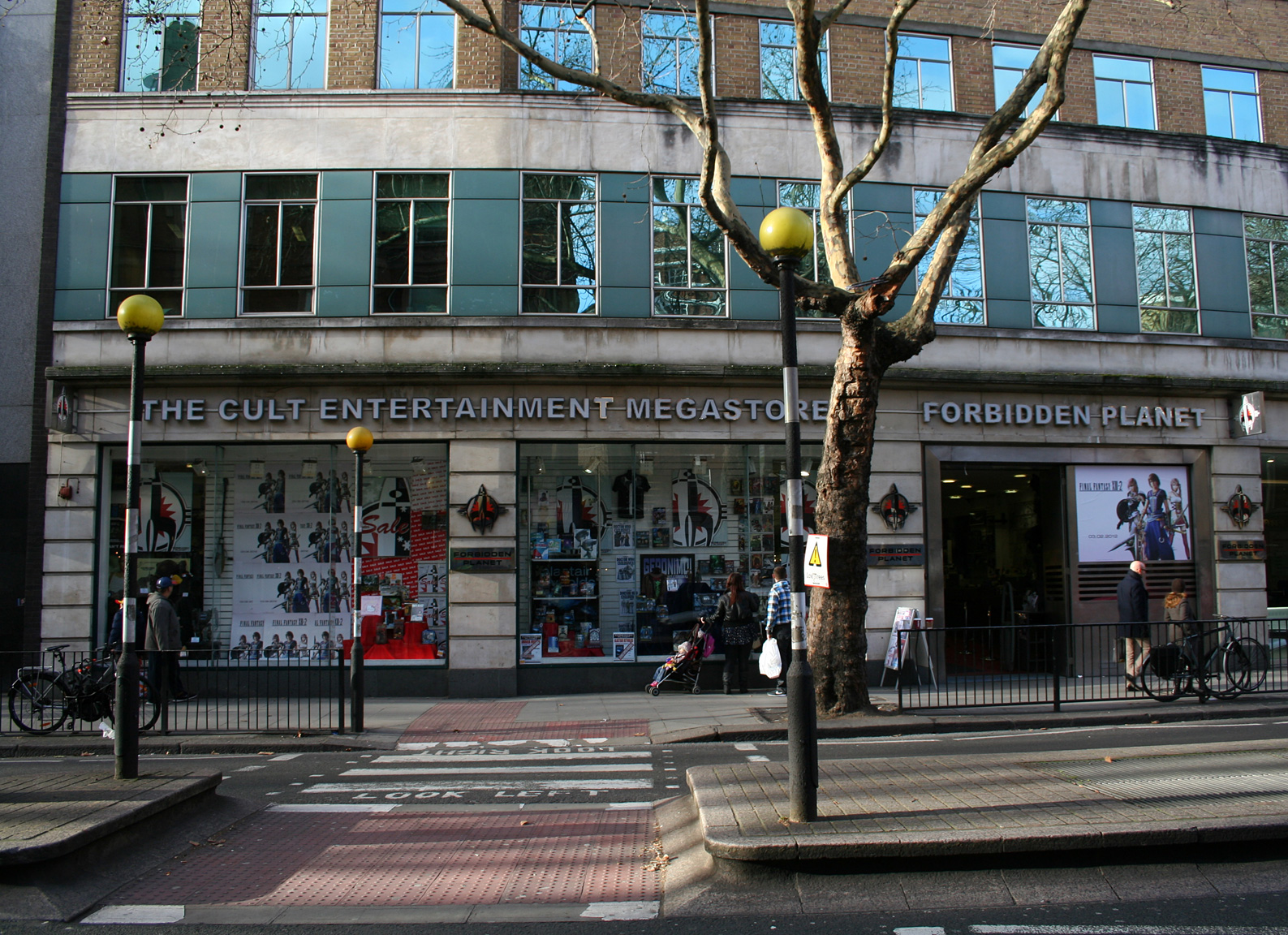
El Forbidden Planet London Megastore en Shaftesbury Avenue, en el centro de Londres

El 30 de septiembre de 2003, la tienda de Londres se trasladó a un local más grande en el extremo norte de Shaftesbury Avenue.
Forbidden Planet abrió una segunda megatienda en Clifton Heights, Bristol, en 2005, y una tercera en Southampton en 2007. En 2006, la empresa lanzó forbiddenplanet.com, un sitio minorista de comercio electrónico que ofrece una amplia gama de productos y presenta detalles de los numerosos eventos y firmas de la empresa.

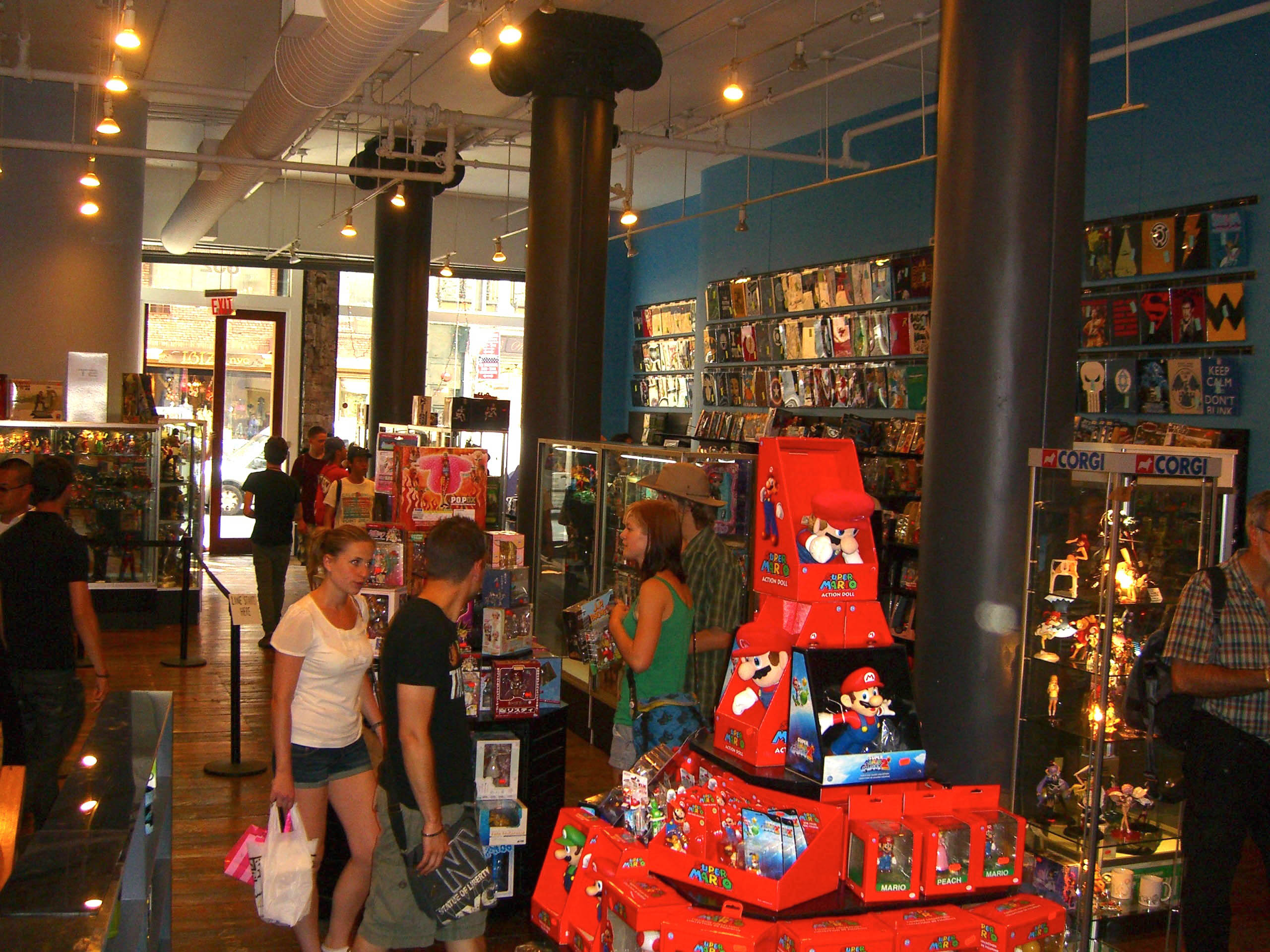
Interior del Planeta Prohibido en 832 Broadway en Manhattan, Nueva York, el día de la inauguración, 24 de julio de 2012.

El 24 de julio de 2012, la tienda de la ciudad de Nueva York se trasladó varias puertas al sur hasta 832 Broadway, donde disfrutaría de 3400 pies cuadrados de espacio comercial. La tienda de Nueva York no forma parte de Forbidden Planet International, ya que son propiedad de organizaciones rivales.
Como muchas tiendas relacionadas con cómics y juegos, Forbidden Planet tuvo problemas durante la pandemia de COVID-19. La sucursal de Nueva York lanzó un GoFundMe para sobrevivir, a la luz de los elevados alquileres de la ciudad.